# Curup (distriktshuvudort i Indonesien)
Curup är en distriktshuvudort i Indonesien.   Den ligger i provinsen Bengkulu, i den västra delen av landet, 600 km nordväst om huvudstaden Jakarta. Curup ligger 630 meter över havet och antalet invånare är 46 245.
Terrängen runt Curup är varierad. Runt Curup är det tätbefolkat, med 276 invånare per kvadratkilometer. Det finns inga andra samhällen i närheten. Omgivningarna runt Curup är en mosaik av jordbruksmark och naturlig växtlighet.